# Taphozous
Taphozous és un gènere de ratpenats de la família dels embal·lonúrids que es troba a Austràlia, Papua Nova Guinea, Àfrica, Àsia meridional i Pròxim Orient

## Taxonomia
Subgènere Liponycteris
- Ratpenat de cua de beina de Hamilton (Taphozous hamiltoni)
- Ratpenat de cua de beina de panxa nua (Taphozous nudiventris)

Subgènere Taphozous
- Ratpenat de cua de beina d'Acates (Taphozous achates)
- Ratpenat de cua de beina de Gould (Taphozous australis)
- Ratpenat de cua de beina de nas punxegut (Taphozous georgianus)
- Ratpenat de cua de beina de Hildegarde (Taphozous hildegardeae)
- Ratpenat de cua de beina de Hill (Taphozous hilli)
- Ratpenat de cua de beina de bandes blanques (Taphozous kapalgensis)
- Ratpenat de cua de beina d'ales llargues (Taphozous longimanus)
- Ratpenat de cua de beina de Maurici (Taphozous mauritianus)
- Ratpenat de cua de beina de barba negra (Taphozous melanopogon)
- Ratpenat de cua de beina egipci (Taphozous perforatus
- Ratpenat de cua de beina de Theobald (Taphozous theobaldi)
- Taphozous troughtoni[2]